# Tenuibiotus bozhkae
Espèce
Tenuibiotus bozhkae est une espèce de tardigrades de la famille des Macrobiotidae.

## Distribution
Cette espèce est endémique d'Ukraine.

## Publication originale
- Pilato, Kiosya, Lisi, Inshina & Biserov, 2011 : Annotated list of Tardigrada records from Ukraine with the description of three new species. Zootaxa, no 3123, p. 1-31.